# Ракшівка
Ра́кшівка — село в Україні, в Новоолександрівській сільській територіальній громаді Дніпровського району Дніпропетровської області. Населення за переписом 2001 року становило 177 осіб.

## Географія
Село Ракшівка розміщене на правому березі річки Мокра Сура, вище за течією примикає село Червоний Садок, нижче за течією примикає село Волоське, на протилежному березі — села Кам'янка та Дніпрове. Рашківка є південним передмістям міста Дніпра.

## Археологія
Біля села виявлено сарматське поховання (IV століття по Р.Х.)

## Сьогодення
Село оточують дачні селища. В селі існує понтоний міст через річку Мокра Сура в більш цивілізоване сусіднє село Кам'янка. У селі відсутня школа, пошта і суспільний телефон

## Населення

### Мова
Розподіл населення за рідною мовою за даними перепису 2001 року:
| Мова       | Відсоток |
| ---------- | -------- |
| українська | 90,4%    |
| російська  | 9,6%     |